# Castello di Cisterna
Castello di Cisterna là một đô thị ở tỉnh Napoli ở vùng Campania, cách khoảng 15 km về phía đông bắc của Napoli. Tại thời điểm ngày 31 tháng 12 năm 2004, đô thị này có dân số 6.947 người và diện tích là 4,0 km².
Castello di Cisterna giáp các đô thị: Acerra, Brusciano, Pomigliano d'Arco, Somma Vesuviana.